# Jura & Drei-Seen-Land

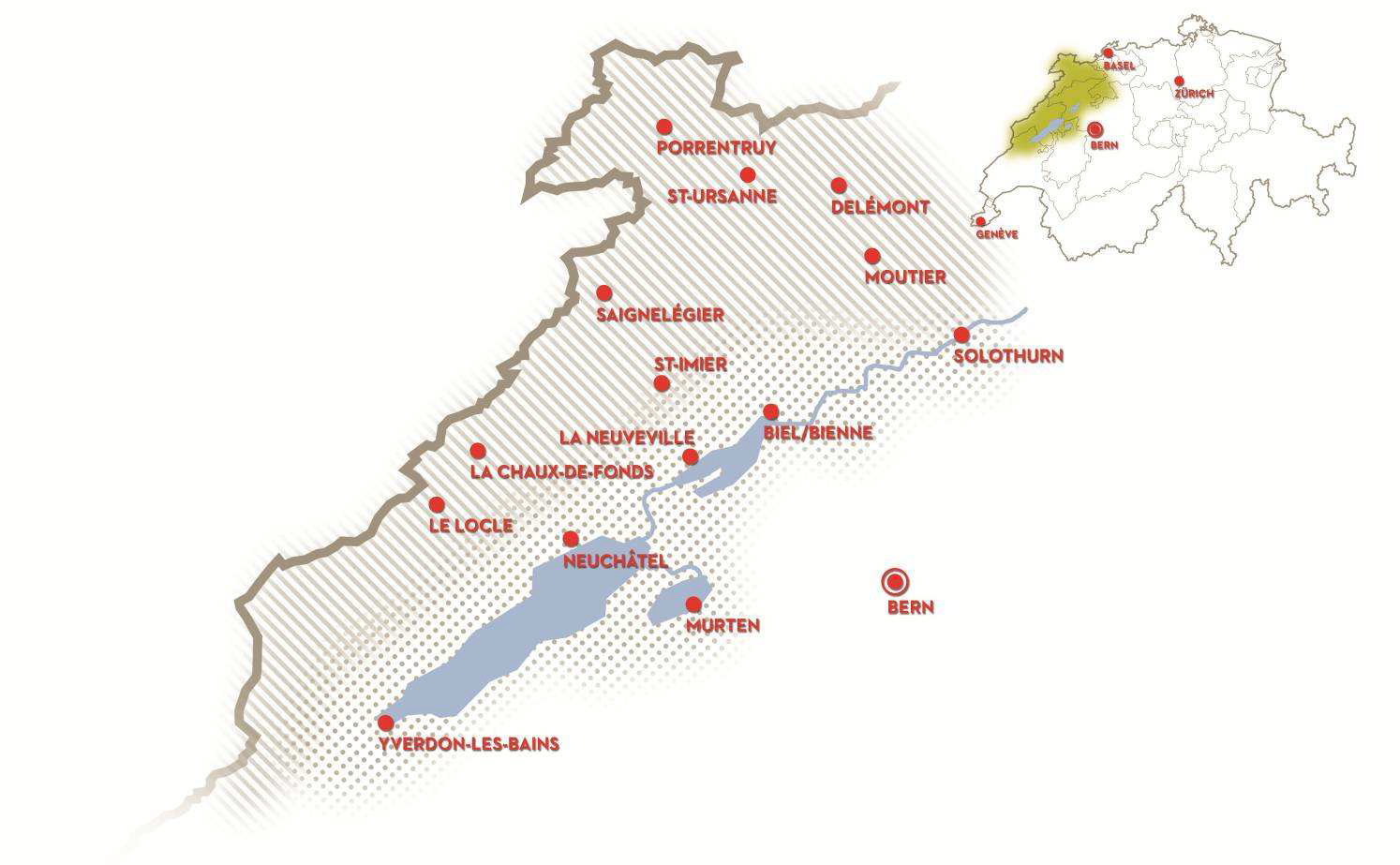
Karte vom Jura & Drei-Seen-Land

Jura & Drei-Seen-Land, Französisch Jura & Trois-Lacs, ist eine der 13 Tourismusregionen der Schweiz.

## Geographie
Die Region umfasst den Kanton Neuchâtel, den Kanton Jura und Teile der Kantone Bern, Freiburg und Waadt. Es umfasst das Jura-Gebirge, der Neuenburgersee, Bielersee und Murtensee.

## Geschichte und Organisation
2011 wurde der privatrechtliche Verein Jura & Drei-Seen-Land gegründet. Der Ursprung des Vereins liegt in einer ersten Zusammenarbeit der regionale Tourismusbüros während der Landesausstellung Expo.02. Triebfeder war der politische Wille zur gemeinsamen Nutzung der finanziellen Mittel und personellen Ressourcen der Tourismusbüros der Jura-Gebirge und des Drei-Seen-Landes.  Der Verein mit Sitz in Biel/Bienne verwaltet und bewirbt das Jura & Drei-Seen-Land in der Schweiz und im Ausland.